# 钓鱼线
钓鱼线（fishing line）是钓鱼时用来拉扯鱼钩的细长线，除非用手线钓捕鱼，通常和鱼竿配合使用（垂钓）。在用鱼竿钓鱼时，钓鱼线通常储存在卷线器内，然后通过一系列圆环（导线环）的束导一直到鱼竿末端后垂下；如果使用的是没有卷线器的手竿，则钓鱼线是直接系在鱼竿末端。除了鱼钩外，钓鱼线上还可能挂有鱼漂、沉子或撒饵器等渔具。

## 结构
根据不同类别的钓法，钓鱼线可以是整段一体（比如一些传统无轮手竿使用的钓鱼线），也可能二段、三段甚至四段不同材料、颜色、粗细的线连接在一起，通常越向后越粗、强度越高。普通钓法中最常见使用的是二段线，分为母线和子线，中间用打结连接。使用多段线的好处是，一旦遇到障碍、挂底或钩到异物、或者钓到强壮大鱼挣扎，如果应力过大一般也只会拉断较细的子线，保护母线和鱼竿不被扯断，也可以减少补缺断线的成本:33。

### 备线
备线（backing）是整个钓鱼线的最后段，与卷线器的线杯直接相连，一般被缠绕隐藏在线团内部因而从不被看见，通常只配合纺车轮和编织线使用，虽然水滴轮有时也会使用备线。备线主要功能是：
1. 让主线没必要直接接触线杯（通常为光滑的金属表面），以便减少滑动产生的多余摩擦；
2. 增加钓鱼线缠绕在线杯上的半径，让收线时的有效速度更快；
3. 降低主线缠绕的弧度，并使其从线杯上松脱时需要自由运动的距离减少；
4. 如果遇到挣扎激烈到能将钓鱼线向外扯拉的大鱼，可以提供额外的备用钓鱼线。

### 主线
主线（main line，如果是二段线在汉语圈中也称母线）是钓鱼线的主体，在甩竿抛线时通常是唯一与卷线器、鱼竿和连结具有互动的部分，也是收线时承受拉力的主体:32。

### 导线
导线（leader）也称前导（如果是二段线在汉语圈中也称子线），是钓鱼线前端负责将主线与鱼钩连接的线，使用的原因是有时因为所针对的目标鱼比较强健有力，可能需要相对粗壮的主线，以至于不容易将线穿过钩眼，需要细一些的钓鱼线帮助过渡线径。导线一般会选择抗拉强度稍弱于主线的材料，以便拉力太大时可以作为牺牲件优先断掉为主线和鱼竿卸力，减少修补所需的成本。导线通常颜色不明显以防被鱼类看到，但是有时也会使用硬度更高的金属丝（不锈钢、钛合金或其它复合材料）来防止被牙齿锋利且咬合力较强的掠食性鱼类咬断:32。

### 饵线
饵线（tippet或trace）只在飞蝇钓中使用，其功能和导线相似，但主要用来连接钩眼更小的毛钩，因此长度通常非常短。有一些钓者因为使用逐渐变细的导线，甚至根本不会考虑额外使用饵线。

## 类别

### 单丝线

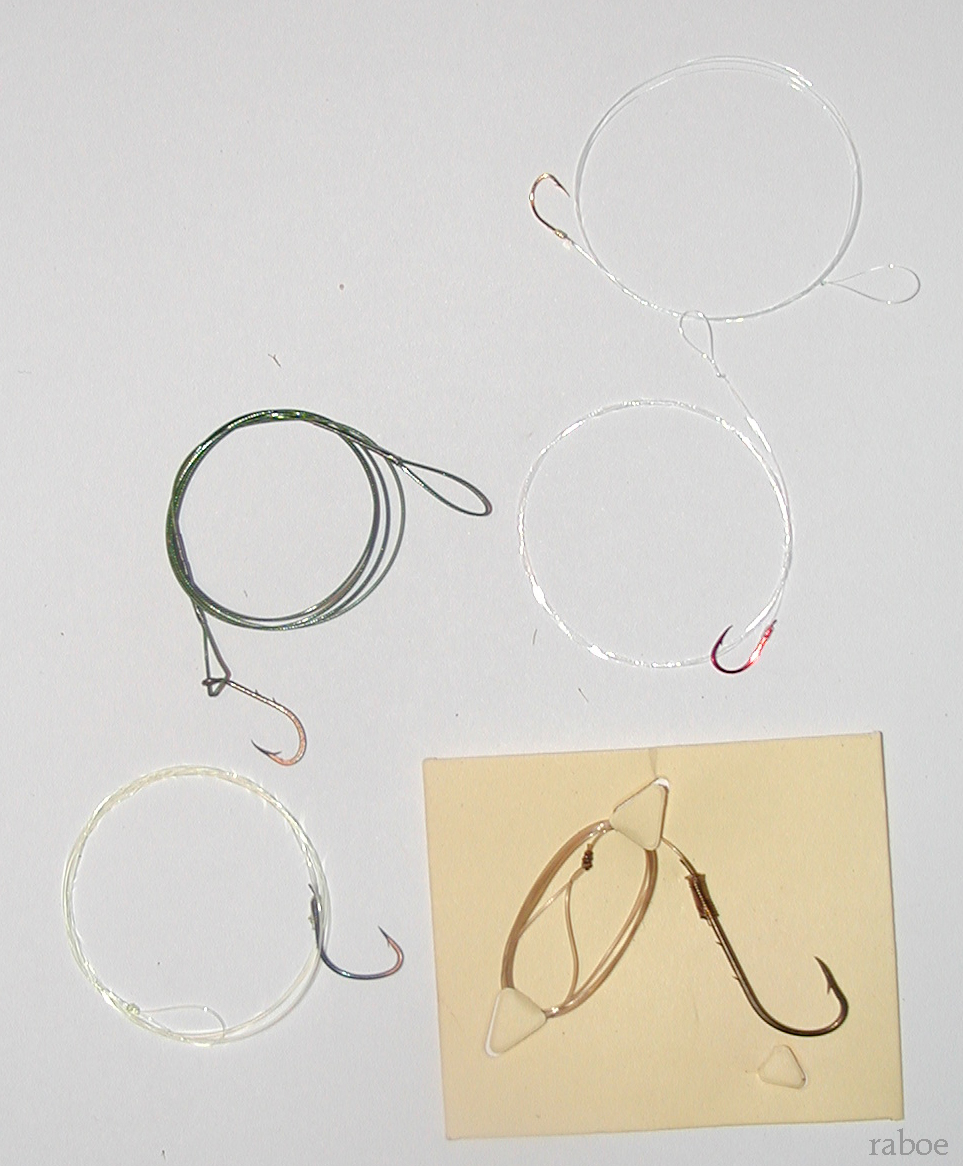
钓鱼线。

单丝钓鱼线（monofilament fishing line，简称“mono”）由单根塑料聚合物（聚乙烯、尼龙等）制成，是现在市面上钓鱼线的主要形式。市面上的单丝线大多是尼龙材料，制造成本便宜、弹性较好、抗拉强度非常多元，而且可以被制成多种颜色，包括透明、白色、绿色、蓝色、红色和荧光色等等；缺点是会吸水膨胀，导致传播震动的敏感性下降，同时会打滑脱结，在接触高温、日晒和咸水后会逐渐弱化，而且在卷线器中储存久了会产生记忆效应导致打圈，需要定期更换。
被遗弃的单丝线可以造成严重的环境问题。单丝线所用的聚合物材料往往降解很慢（比如尼龙完全分解需要30～40年），在水中又很难被鸟类、鱼类和其它水生动物察觉，很容易就会被其意外吞食或者使其被缠绊丧失行动能力，导致饥饿、截肢（缠绕紧了会压迫血液循环，导致末梢组织缺血坏死）甚至死亡。单丝线对游泳者和潜水者也是很大的危险隐患。即使是遗弃在陆地上的单丝线，稍有分解也会产生有毒的微塑料可以威胁陆生动物。因为这些生态问题，钓鱼线用后的回收工作至关重要。

#### 氟碳线
有一种特种单丝线用聚偏二氟乙烯（PVDF）材料制造，俗称“氟碳线”（fluorocarbon line，简称“fluoro”）。碳氟线的表面更坚硬，能更有效的抵御磨损和鱼牙撕咬。碳氟线的吸光度比尼龙低，折射率与水相似，在水中不容易让鱼看到；而且比重大于尼龙，下沉速度也更快。这些物理特性使得氟碳线非常适合用作导线，特别是配合沉水饵使用。

#### 共聚线
共聚物钓鱼线（copolymer fishing line）是一种比较新式的单丝钓鱼线，通常是由两种不同密度尼龙同轴结合成共聚物的二聚线（现今也有用三股不同密度尼龙结合的三聚线），以及将尼龙和PVDF结合制成的共混物（比如氟碳涂料外层，即FluoroKote）。共聚线的硬度比普通的尼龙单丝线更大、耐磨性更高，刚度也更高，因此对振动也更为敏感。共聚线比同等拉力级别的单丝线要细2～3倍，弹密度更高、沉水更快，弹性延展更少，记忆性也较小，而且不像尼龙线一样会吸水。由于是两种尼龙材料制成，因此也仍有尼龙材料的缺点，比如会被日晒和热力损伤导致老化，因此需要在使用一段时间之后换线。共聚线在水中的折射率比尼龙线更大，因此可见度更低，但是不如氟碳线。共聚线最大的劣势是成本，除了与新合成材料编制的多丝线相比外，它比任何一种市面上的钓鱼线都要贵。

### 编织线
编织钓鱼线（braided fishing line）也称多丝线（multifilament line），是最早出现的钓鱼线之一，原先是由天然纤维（比如棉花和亚麻）制成，但现在除了蚕丝线以外基本上都被人造纤维（比如涤纶和超高分子量聚乙烯）取代。虽然在单丝线出现后，编织线的青睐度曾一度衰落，但仍然是现在极受欢迎的钓鱼线类型，因为编织线打结牢固、拉伸度低、单位直径下强度更高——编织线通常只有同等扯断测试水平的单丝线和碳氟线直径的1/3到1/4，因此在卷线器内可以储存更长距离的编织线。这在钓深海鱼时十分重要，因为可以避免使用大型卷线器；此外因为比较纤细，也更不容易受到洋流影响。编织线也几乎没有延展性，使得鱼竿对挂在线上的钓组状态变化十分敏感，这在针对一些咬钩力度轻的目标鱼（比如深海鱼）时十分有利。但同时也因为没有延展性，编织线在受到突然增加的拉力是没有弹性卸力缓冲，被直接扯断的风险较高。因此在使用编织线钓大鱼时，需要把卷线器的阻力调得很低。
编织线（特别是新式人造材料的线）可以在任何卷线器上使用，但最为人所知的是配合水滴轮使用时的优越性能，特别适合拖钓法。此外编织线的柔性很好，可以用来将鱼饵甩得很远，而且比重很轻通常会上浮，很适合使用水面饵。另一方面，编织线对磨损的抵抗力较低，而且容易被尖锐物体（比如鱼牙）切断，因此不能当作导线使用。此外编织线在水中可以被鱼轻易看到，所以通常都配合透明的单丝类导线使用
现代一些用高强度聚合物纤维（比如涤纶丝、高密度聚乙烯和凯芙拉纤维）编织出的多丝线也称“超级线”（Super Line），比强度可以达到钢铁的五倍，但缺点是因为比普通的编织线更光滑，打结可能会出现脱扣，有时需要用强力胶帮助加固。而且在配合纺车轮使用时，松线的过程不如单丝线干脆利索。此外这种新式编织线成本很高，可以达到同等单丝线的四倍，如果考虑到每次卷线器内都会存有更长的编织线则成本更高。为了降低成本，卷线器内通常会使用单丝线作为备线来替代编织线的额外长度。

## 历史

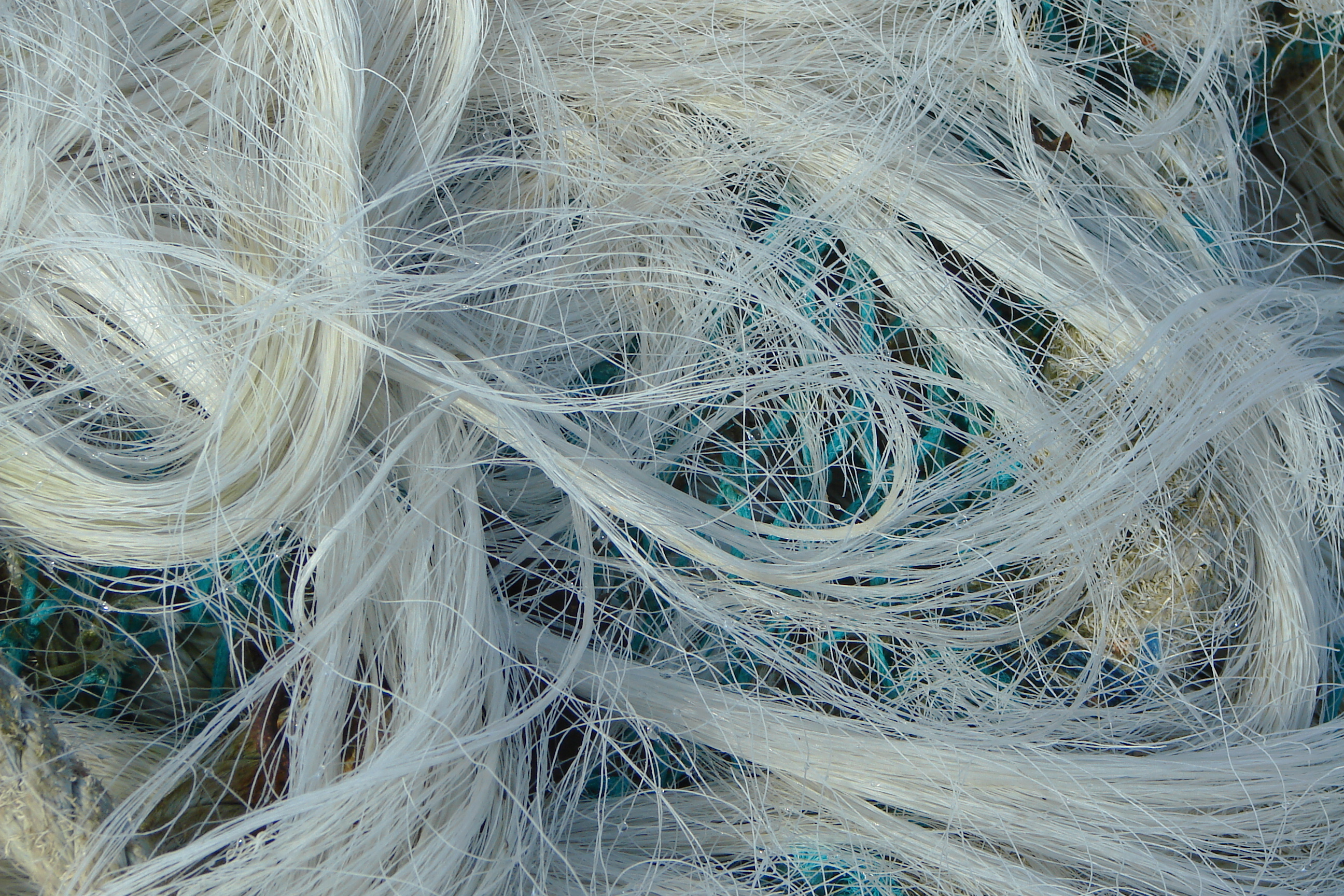
钓鱼线。

有文字记录最早的钓线源自日本，远古日本采用中国的蚕丝做钓线，江户时期，日本人把艺妓的发丝做钓线。:25欧洲最早文字记录钓线是马尾，欧洲人把马尾做钓线，用来钓鳟鱼。:25地中海的欧亚非国家，曾采用当地特产二枚贝，把其吐丝做钓线，同时也做衣裳。:25夏威夷土著的钓线是用当地蛛网丝做的。:25东南亚的钓线则是当地特产琼麻。:25尼龙发明之后，美国杜邦公司最早生产尼龙钓线。:25

### 其它特征
- 记忆性（memory）：指钓鱼线是否会因为长期保持一种状态而出现些许塑性变形，主要指钓鱼线从在卷线器线杯上缠绕变为自由伸展状态时是否会残留一些弯曲，而这些弯曲可能会干扰抛线。完全没有记忆性的钓鱼线有时也被称呼为“失忆线”（amnesic line）。单丝线通常有一定的记忆性，而编织线几乎没有记忆性。
- 拉伸性（stretch）：指钓鱼线在受到拉力时是否会出现弹性形变而变长。单丝的聚合物通常都有一定的延展性，特别是尼龙线会有相当的拉伸性，而编织线则没有拉伸性。有一定的弹性延展可以缓冲应力提高钓鱼线的极限拉伸强度，在钓捕挣扎猛烈的鱼时十分有用，但是会降低振动传播的精度，影响钓者判断咬钩和水况的敏感度，在钓者突然发力扯线时也会卸掉一部分力不会传导到鱼身上。
- 扛震强度（shock strength）：指钓鱼线应对拉力突然产生变化时不会因为应力瞬间增强而断裂的抵抗能力，与极限拉伸强度相对应。
- 抗磨损性（abrasion resistance）：指钓鱼线在与其它物体（比如礁石）发生摩擦时不受破损的能力，与表面的材料硬度有关。抗磨损性差的钓鱼线会随之一次次摩擦而强度弱化。
- 浮水性（buoyancy）：指钓鱼线在水中的比重。轻浮的钓鱼线适合水面饵，而下沉的钓鱼线适合水下饵，因为自重会保持钓鱼线绷直，可以更好的传递鱼钩状态变化。
- 可见度（visibility）： 指钓鱼线在水中的醒目程度，与线径、颜色、材料折射率和吸光度有关，同时也决定于环境的亮度、水质和目标鱼的视力。如果钓鱼线被鱼看到，很可能引起警觉而不会咬钩。

## 鉴定
钓鱼线的好坏鉴定，可以观察其粗细是否均匀，又细又韧、柔软、手感好、透明度高、发亮的钓鱼线是上品，透明度高，鱼儿才不容易看到。:28钓鱼线使用之后，要注意是否有拉伤，拉伤的钓鱼线，必须剪掉，钓鱼线的寿命一般为一年:30-31。